# 愛恩·勞埃德
愛恩·勞埃德（英語：Ieuan Lloyd；1993年7月9日—）是一位威爾士游泳運動員，出生在加迪夫。於2012年代表英国參加了2012年倫敦奧運會。